# Бридель
Бри́дель, Брі́дель (нім. Briedel) — громада в Німеччині, розташована в землі Рейнланд-Пфальц. Входить до складу району Кохем-Целль. Складова частина об'єднання громад Цель.
Площа — 26,61 км2. Населення становить 894 ос. (станом на 31 грудня 2020).